# Alia (emigratie)

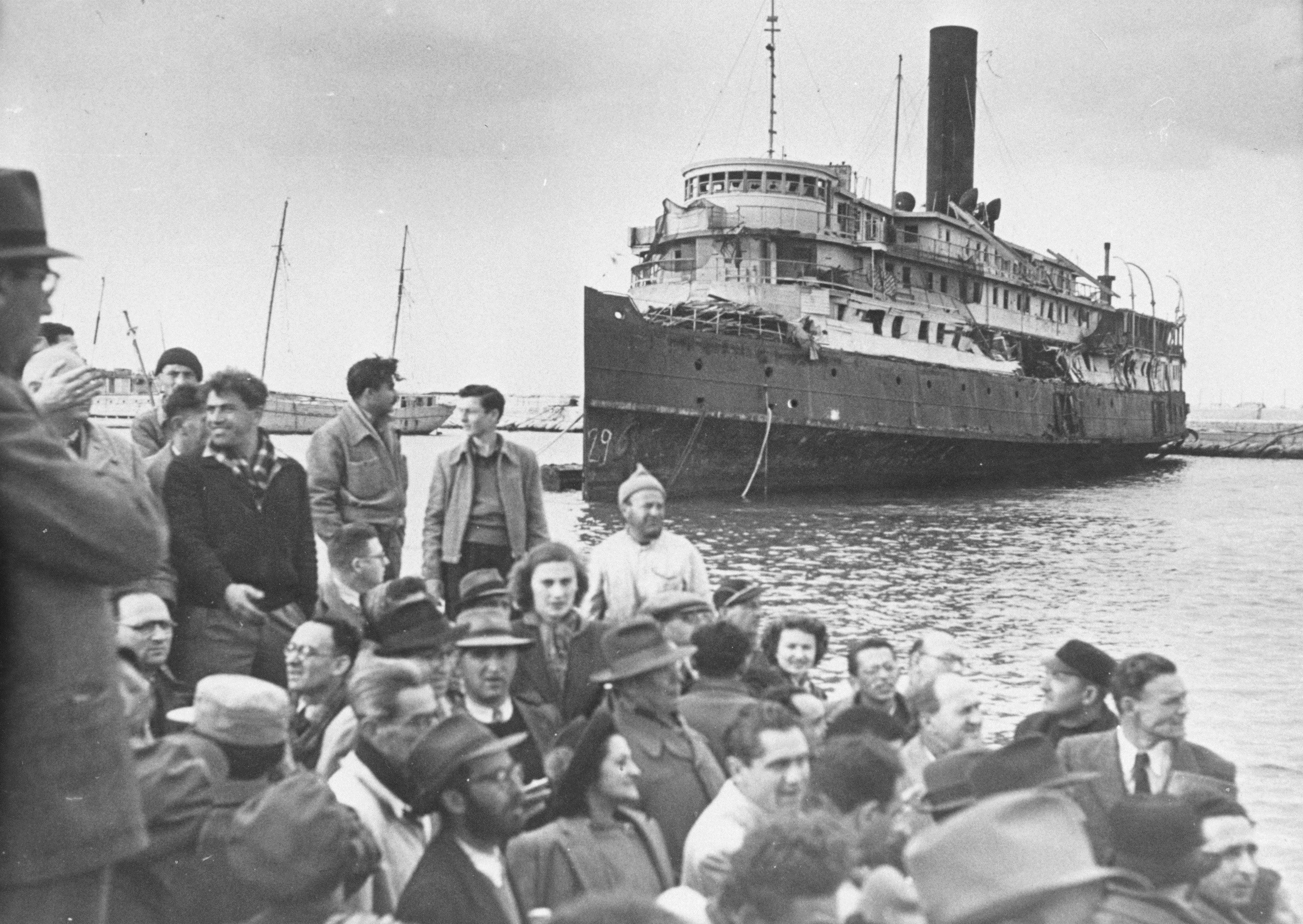
De Exodus 1947 was een bekend schip in de Aliyah Bet

Alia (Hebreeuws: עלייה), ook wel alijah of aliyah, meervoud aliyot; letterlijk opgang), een van oorsprong algemeen tenachisch begrip is overgenomen als term voor de Joods-Zionistische emigratie naar Palestina en later Israël.
De betekenis, namelijk opstijging, is het stijgen in 'heiligheid'. Het 'Heilige Land' wordt als heiliger beschouwd dan andere landen, en werd op grond daarvan gebruikt voor het zich verplaatsen van buiten het Land naar binnen het Land alia. Daarnaast kan het woord ook betrokken worden op personen die in het Land wonen maar niet in Jeruzalem, en die naar Jeruzalem komen. Deze betekenis komt bijvoorbeeld voor in de gebeden van de joodse feestdagen.
Later werd de term in de rabbijnse literatuur gebruikt om emigratie naar het Heilige Land mee aan te duiden. Er worden verschillende grote aliot, grote immigratiegolven, onderscheiden. De eerste vier aliot, bestonden met name uit grootschalig emigrerende Oost-Europese Joden.

## Prezionistische alia
Al voor de opkomst van het zionisme in de 19e eeuw vonden aliot van kleine joodse groepen plaats. Een noemenswaardige alia is de alia van een groep Hongaarse joden circa tweehonderd jaar geleden. Hun afstammelingen, die nog altijd in Jeruzalem wonen, waren in de jaren dertig van de 20e eeuw de oprichters van de joodse antizionistische beweging Neturei Karta.

## Eerste alia (1882-1903)
In de 19e eeuw kregen Joden in voornamelijk Oost-Europa te maken met nationalisme en hiermee gepaard gaande discriminatie. Weliswaar hadden Nederland, Frankrijk en Engeland alle antisemitische wetten geschrapt, maar in Rusland en vele andere Oost-Europese staten bestonden ze nog. Daarnaast kwam ook in de West-Europese landen antisemitisme onder de bevolking voor. Veel Joden wilden daarom graag een eigen land, waar ze niet gediscrimineerd zouden worden. Geïnspireerd door het Zionisme van onder andere Theodor Herzl begonnen rond 1882 de eerste Joden naar Palestina te emigreren, een eerste, agrarische alia.

## Tweede alia (1903-1914)

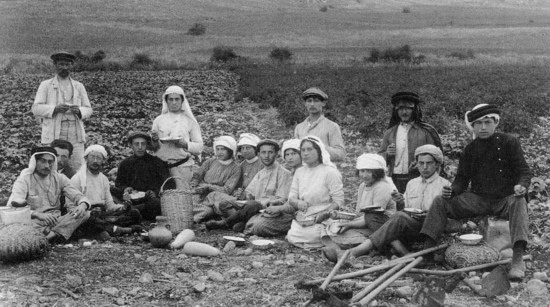
Joodse immigranten in het toenmalige Palestina, 1912

Door inspanningen van de Zionistische Wereldorganisatie en de massale Oost-Europese pogroms zoals deze in het Moldavische Chisinau had men besloten dat er een "nationaal tehuis" voor de Joden moest komen. Na een aantal opties in verschillende landen was Palestina verkozen. Rond 1905 volgde daardoor een tweede alia. Toch waren de eerste twee aliot maar zeer klein. De overgrote meerderheid van de Joden verkoos Amerika boven Palestina.
Tussen 1881 en 1914 emigreerden 60.000 Joden naar Palestina. In diezelfde periode vertrokken 1,5 miljoen Russische Joden naar de Verenigde Staten.
Rond 1900 was de Joodse aanwezigheid in Palestina van enkele procenten van de bevolking naar circa 10 à 15% opgeklommen. Zij kochten vaak land van niet in Palestina wonende Arabische grondbezitters, en wel op een zodanige wijze dat de stukken gekochte grond blokken vormden. Hier bouwden zij hun huizen, boerderijen, scholen, synagogen en uiteindelijk steden en universiteiten. In het begin ging men uit van het kibboets-model: grotendeels autarkische leefgemeenschappen. Het leven in de kibboetsen en in Palestina in het algemeen was erg hard. Joden die in hun vorig leven dokter of advocaat waren geweest, moesten nu met hun handen werken. Men moest weer helemaal opnieuw met het leven beginnen. Daarnaast was de sfeer grimmig: in 1907 vond de eerste openlijke confrontatie met de Palestijnse inwoners plaats. Immers Palestijnse pachtboeren en landarbeiders waren niet meer gewenst op de nu joods geworden landerijen. Dat zette kwaad bloed. Tijdens de aliot is dan ook altijd sprake geweest van spijtoptanten die in tegengestelde richting terug naar Amerika vertrokken omdat ze niet konden aarden in Palestina.

## Derde alia (1919-1923)
Na de Eerste Wereldoorlog in 1918 stortte het Ottomaanse Rijk in en verwierf het Verenigd Koninkrijk het mandaat over Palestina. Dit werd door zowel de daar gevestigde Joden als de Arabische inheemse bevolking als een klap in het gezicht gezien: "We worden gekoloniseerd!" Het was echter de bedoeling dat de Britten het gebied te zijner tijd zouden overdragen aan de bevolking. In 1917 was met de Balfour-verklaring aan de Joden nationaal tehuis in Palestina beloofd. In de periode 1918-1940 ontstond vervolgens een derde alia, die beduidend groter was dan de eerste twee. Dit waren vooral zionisten en vanaf 1933 ook Duitse Joden. Door verzet van de Arabische inwoners tegen de grote stroom Joodse migranten werden steeds kleinere aantallen Joodse migranten toegelaten. De Britten sloten daarom het deel van Palestina ten oosten van de rivier de Jordaan voor immigratie af, waarna echter over zee illegaal groepen Joden Palestina binnengesmokkeld werden.

## Vierde alia (1924-1928)
Dit overzicht is mogelijk incompleet; u kunt helpen door het uit te breiden.

## Vijfde alia (1929-1939)
Nieuwe migratiestroom van Joodse vluchtelingen na de Ha'avara-Abkommen van 25 augustus 1933, de transferovereenkomst gesloten tussen de Jewish Agency for Palestine, de Zionistische Vereinigung für Deutschland en het Nazi-Duitse ministerie van economische zaken.

## Bricha (1944-1948)

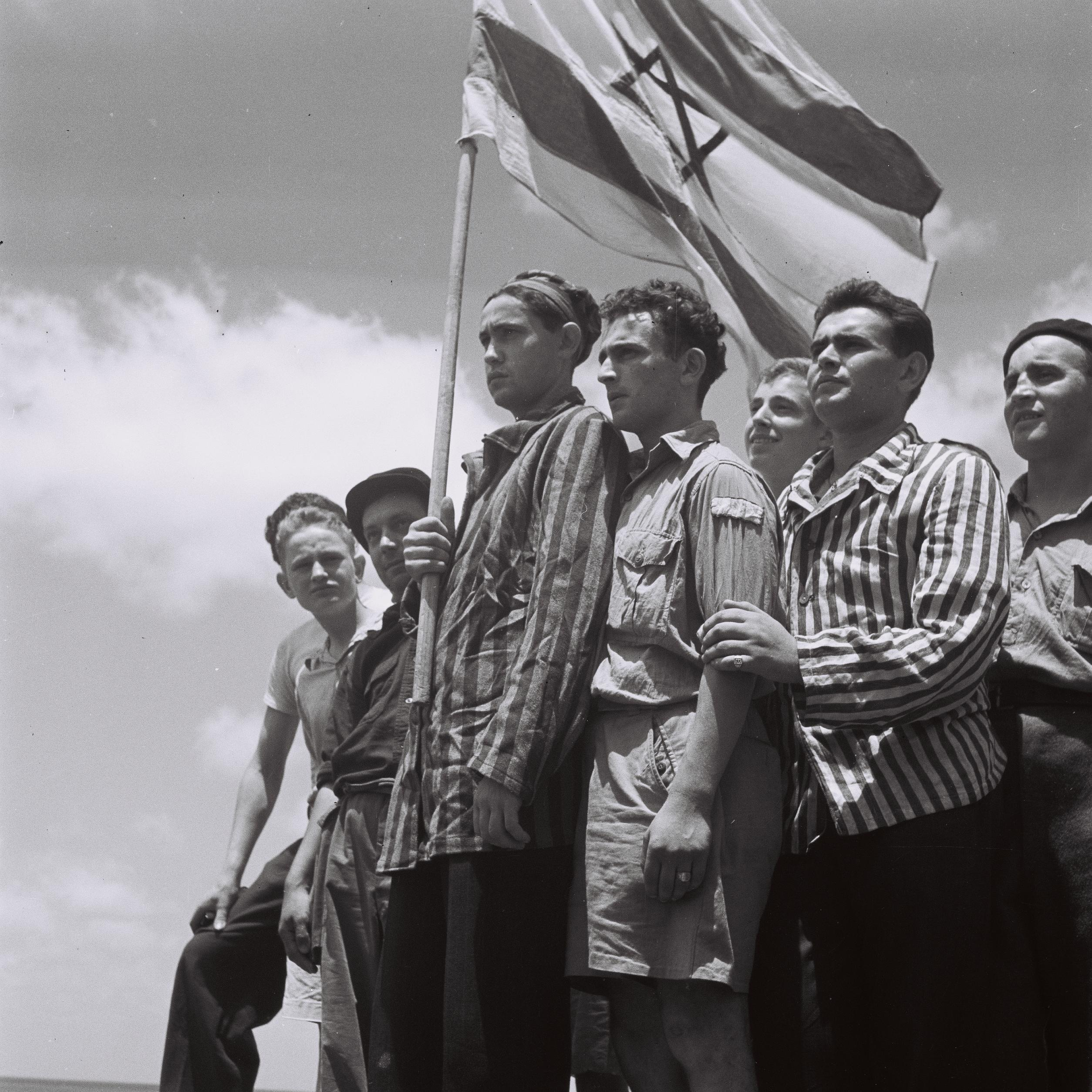
Overlevenden van Buchenwald komen in 1945 aan in Haifa

Na de Tweede Wereldoorlog emigreerde nog een groot aantal Joden illegaal naar Palestina tijdens de zogenaamde Bricha. Een groot aantal van hen werd door de Britten in interneringskampen ondergebracht. De ondergrondse zionistische militie Hagana organiseerde een groot aantal ontsnappingen, zoals die van 210 gedetineerden in het interneringskamp Atlit in oktober 1945. In 1948 vormden de Joden een krappe meerderheid in de bevolking van Palestina.

## Alia uit de Arabische wereld (1948-Jaren '70)
Na de stichting van de staat Israël in 1948 en de verdrijving van Palestijnen daaruit, vonden in veel Arabische landen represailles tegen Joden plaats. Dit resulteerde in een Joodse alia uit de Arabische en islamitische wereld. Een groot aantal van hen werd door middel van operaties/projecten naar Israël geëvacueerd.
Later vonden meerdere grote aliot plaats, waarbij grote groepen Joden uit de diaspora naar Israël emigreerden. Voorbeelden zijn de massale alia uit Rusland die eind jaren 1980 begon, en de alia van de Ethiopische Joden.